# Bicak (Trowulan)
Bicak is een bestuurslaag in het regentschap Mojokerto van de provincie Oost-Java, Indonesië. Bicak telt 4527 inwoners (volkstelling 2010).